# توم براون (ضابط شرطة)
توم براون (بالإنجليزية: Tom Brown) هو ضابط شرطة أمريكي، ولد في 1889، وتوفي في 1959.